# 흐리스토 스토이치코프
흐리스토 스토이치코프 스토이치코프(불가리아어: Христо Стоичков Стоичков, 1966년 2월 8일~)는 불가리아의 축구 선수, 지도자이다. 선수 시절에는 다혈질적인 성격으로 유명했다. 1994년 FIFA 월드컵에서 득점왕에 오르는 등 발군의 기량을 펼쳐 그의 조국 불가리아를 4강으로 이끌었으며 그 공로를 인정받아 골든슈를 수상했다. 그 해에 발롱도르도 수상하며 그 명성을 떨쳤다. 단검(Камата), 개(Кучето), 현대적 좌익수(Модерния ляв) 등의 별명으로 불렸으며, FC 바르셀로나의 선수 시절에는 총잡이(스페인어: El Pistolero)라 불렸다.